# Parlamentswahl in Grenada 2008
Die Allgemeinen Wahlen in Grenada 2008 (General Elections) wurden in Grenada am 8. Juli 2008 durchgeführt. Von insgesamt fünfzehn Sitzen gewann der oppositionelle National Democratic Congress (NDC) elf Sitze und die regierende New National Party (NNP) vier, womit die NDC erstmals seit 1995 an die Macht kam Mal.

## Wahlkampf
In ihrem Wahlprogramm, welches am 25. Juni 2008 vorgestellt wurde, versprach die NNP die Schaffung von 4.000 Arbeitsplätzen und ein Wirtschaftswachstum von 4 %.

## Meinungsumfragen
Eine vom Caribbean Development Research Services vom 6. bis 9. Juni durchgeführte Umfrage ergab, dass die NNP 36,4 %, die NDC 32,3 %, die Grenada United Labour Party (GULP) 1,1 % und das People’s Labor Movement (PLM) mit 0,8 % der Stimmen rechnen konnten. Die beiden letzteren bildeten später eine Wahl-Allianz: die Labour Platform.

## Ausgang der Wahlen
Ein bemerkenswertes Ergebnis der Wahl war die Niederlage des stellvertretenden Premierminister Gregory Bowen von der NNP in seinem Wahlkreis St. George South East gegenüber dem Pastor Karl Hood vom NDC. Mitchell wurde im Wahlkreis St. George North West wiedergewählt.

## Ergebnisse

Erfolge der Parteien nach Wahlkreis 2008.

Sitzverteilung

|                                   |                                   |         |       |       |      |  |  |  |  |
| Partei                            | Partei                            | Stimmen | %     | Sitze | +/-  |  |  |  |  |
|                                   | National Democratic Congress      | 29.007  | 51,17 | 11    | ▲ +4 |  |  |  |  |
|                                   | New National Party                | 27.189  | 47,96 | 4     | ▼ −4 |  |  |  |  |
|                                   | Labour Platform (GULP–PLM)        | 478     | 0,84  |       |      |  |  |  |  |
|                                   | Unabhängige                       | 12      | 0,02  |       |      |  |  |  |  |
|                                   |                                   |         |       |       |      |  |  |  |  |
| Gültige Stimmen                   | Gültige Stimmen                   | 56.686  | 99,61 |       |      |  |  |  |  |
| Ungültige Stimmen                 | Ungültige Stimmen                 | 222     | 0,39  |       |      |  |  |  |  |
| Gesamt                            | Gesamt                            | 56.908  | 100   |       |      |  |  |  |  |
| Nichtwähler                       | Nichtwähler                       | 27.323  | 38,26 |       |      |  |  |  |  |
| Wahlberechtigte / Wahlbeteiligung | Wahlberechtigte / Wahlbeteiligung | 71.751  | 79,31 |       |      |  |  |  |  |

### Abgeordnete
| Wahlkreis                       | Kandidat              | Partei                       |
| ------------------------------- | --------------------- | ---------------------------- |
| Carriacou and Petite Martinique | Elvin Nimrod          | New National Party           |
| Saint Andrew North East         | Roland Bhola          | New National Party           |
| Saint Andrew North West         | Alleyne Walker        | National Democratic Congress |
| Saint Andrew South East         | Patrick Simmons       | National Democratic Congress |
| Saint Andrew South West         | Sylvester Quarless    | National Democratic Congress |
| Saint David                     | Denis Lett            | National Democratic Congress |
| Saint George North East         | Nazim Burke           | National Democratic Congress |
| Saint George North West         | Keith Mitchell        | New National Party           |
| Saint George South              | Glynis Roberts        | National Democratic Congress |
| Saint George South East         | Karl Hood             | National Democratic Congress |
| Town of St. George              | Peter David           | National Democratic Congress |
| Saint John Parish, Grenada      | Michael Church        | National Democratic Congress |
| Saint Mark Parish, Grenada      | Clarice Modest-Curwen | New National Party           |
| Saint Patrick East              | Tillman Thomas        | National Democratic Congress |
| Saint Patrick West              | Joseph Gilbert        | National Democratic Congress |

## Reaktionen
Die Organisation Amerikanischer Staaten (OAS) beobachtete die Wahlen und beschrieb „den Wahlprozess in Grenada während der Parlamentswahlen als äußerst positiv, mit relativ wenigen Bereichen, die verbessert werden könnten.“ Alle Wahllokale wurden beobachtet und die Wähler waren ruhig und brav.
Eine politische Partei im nahegelegenen Dominica, People’s Democratic Movement, führte den Sieg auf Mitchells „Arroganz, Intoleranz gegenüber Kritik und mangelnde Rücksprache mit dem Volk“ während seiner Amtszeit zurück.

## Nachwirkung
NDC-Führer Tillman Thomas trat am 9. Juli die Nachfolge von Keith Mitchell von der NNP als Premierminister von Grenada an. Er wurde im Grenada Trade Center in Grand Anse, St. George’s von Generalgouverneur Daniel Williams vereidigt. Thomas versprach „Offenheit und Transparenz“ und sagte, er werde „die Politik der Inklusion“ („the politics of inclusion“) praktizieren. Mitchell seinerseits sagte, dass die Menschen für den Wandel gestimmt hätten, und gratulierte Thomas. Thomas’ Kabinett, bestehend aus 17 Mitgliedern, wurde am 13. Juli im Nationalstadion vereidigt. Thomas fungierte nicht nur als Premierminister, sondern übernahm auch die Ressorts Recht, nationale Sicherheit, Information und öffentliche Verwaltung (Legal Affairs, National Security, Information, and Public Administration). Zwei Mitglieder von Nichtregierungsorganisationen, die nicht dem NDC angeschlossen waren, wurden in das Kabinett aufgenommen: Franca Bernadine als Ministerin für Bildung und Humanressourcen (Education and Human Resources) und Jimmy Bristol als Generalstaatsanwalt (Attorney-General).